# Oblasna nogometna liga Karlovac 1951.
| Mj. | Klub                      | Sus.               | Pobj.              | Ner.               | Por.               | GR.                | Bod.               |
| --- | ------------------------- | ------------------ | ------------------ | ------------------ | ------------------ | ------------------ | ------------------ |
| 1.  | NK Turbina Karlovac       | 12                 | 9                  | 0                  | 3                  | 34:13              | 18                 |
| 2.  | NK Duga Resa              | 12                 | 8                  | 1                  | 3                  | 35:12              | 17                 |
| 3.  | NK Željezničar Karlovac   | 12                 | 6                  | 1                  | 5                  | 18:21              | 13                 |
| 4.  | NK Radnik Gospić          | 12                 | 5                  | 1                  | 6                  | 31:34              | 11                 |
| 5.  | NK Metalac Karlovac       | 12                 | 4                  | 2                  | 6                  | 20:27              | 10                 |
| 6.  | NK Velebit Gospić         | 12                 | 3                  | 2                  | 7                  | 14:36              | 8                  |
| 7.  | NK Željezničar Ogulin     | 12                 | 3                  | 1                  | 8                  | 20:29              | 7                  |
| 8.  | NK Jedinstvo Ogulin II ↓1 | izvan konkurencije | izvan konkurencije | izvan konkurencije | izvan konkurencije | izvan konkurencije | izvan konkurencije |